# 巴西流浪蜘蛛
巴西流浪蜘蛛（学名：Phoneutria nigriventer）又被稱為香蕉蜘蛛，因為這種蜘蛛常被發現躲藏於香蕉樹中。體長5-8公分，主要分布在中南美洲巴西、烏拉圭、巴拉圭、阿根廷。牠的毒性屬於神經毒，世界上毒性最強的蜘蛛之一，毒性大概可以毒死一只老鼠。會使神經失控、呼吸困難，嚴重時可能喪命。這種蜘蛛如果受到威脅會擺起跳舞姿勢來做出警告，最大體長約5公分，腿伸展全長最長可到15公分。
巴西漫遊蜘蛛的毒液含有名為「PnTx2-6」的成份，可引致陰莖持續勃起症，持續達幾小時。根據國外網站，美國威斯康辛大學的科學家發現，經研究後，科學家成功利用毛蟲細胞基因改造製造出PnTx2-6，快至20分鐘內見效。
其近親為巴西遊走蛛（Phoneutria fera）